# Pion
Pion (též meson π) je v částicové fyzice nejlehčí meson. Existují tři piony: neutrální π0 a elektricky nabité π+ a π–. π+ je složen z kvarku u a antikvarku d, π– z kvarku d a antikvarku u a π0 ze superpozice kvantových stavů uu a dd.

## Počátky objevení pionu
V roce 1933–1934 vědec Hideki Jukawa vyšel z teorie relativity a kvantové teorie a popsal jadernou interakci jako výměnu částic dosud neznámého typu (mezonů, jež dostaly jméno piony) mezi protony a neutrony. Z velikosti jádra Jukawa odvodil, že hmotnost těchto hypotetických částic (pionů) musí být přibližně dvousetnásobek hmotnosti elektronu. Jukawovy závěry představují počátek mezonových teorií jaderných sil. Poté v roce 1947 byl v kosmickém záření objeven mezon, který interagoval silně. Ukázalo se, že tentokrát skutečně jde o pion – částici s vlastnostmi, jaké zhruba předpověděl Jukawa. Průlom se stal o rok později, kdy na synchrocyklotronu v Berkeley byly poprvé uměle (při srážce jiných částic) vytvořeny piony.
Enrico Fermi a Jang Čen-ning přišli s hypotézou, že pion je složená částice tvořená kvarkem a antikvarkem. Představa, že by elementární částice mohla být složená, byla v době svého vzniku velmi radikální.
Sovětští vědci bratři Alichanovi postavili v roce 1942 na hoře Alagez v Arménii měřící přístroj s magnetem o hmotnosti 46 tun na měření kosmického záření a naměřili jím různé negativní i pozitivní částice o hmotě od 110 – 25 000 me (hmotnosti elektronu) s poločasem rozpadu několik mikrosekund. Patrně se jednalo také o piony a miony. Bratři Alichanovi již rozpoznali, že piony se rozpadají na další – jiné částice, avšak nazvali tehdy tyto jimi naměřené částice varitrony (domnívali se, že jde o částice s proměnlivou hmotností). Závěry jejich měření se tehdy mírně rozešly s Jukawovými předpověďmi.
Pí mezony. Mezony tvořené kvarky první generace (d, u) mající nulový spin. V přírodě se vyskytují tři piony – kladně nabitý, záporně nabitý a s nulovým nábojem. Podléhají silné interakci a proto patří mezi hadrony.